# Sci alpino ai XXII Giochi olimpici invernali - Supercombinata maschile
Tra le competizioni dello Sci alpino ai XXII Giochi olimpici invernali di Soči 2014 la supercombinata maschile si è disputata il 14 febbraio sulla pista Roza Chutor di Krasnaja Poljana. Lo svizzero Sandro Viletta ha vinto la medaglia d'oro, il croato Ivica Kostelić quella d'argento e l'italiano Christof Innerhofer quella di bronzo.
Detentore del titolo di campione olimpico uscente era lo statunitense Bode Miller, che aveva vinto a Vancouver 2010 (in Canada) sul tracciato di Whistler precedendo Kostelić (medaglia d'argento) e lo svizzero Silvan Zurbriggen (medaglia di bronzo).

## Risultati
| Pos. | N. | Atleta                         | Nazione              | Tempo 1ª manche | Tempo 2ª manche | Tempo totale | Distacco |
| ---- | -- | ------------------------------ | -------------------- | --------------- | --------------- | ------------ | -------- |
| 1    | 20 | Sandro Viletta                 | Svizzera             | 1:54,88         | 50,32           | 2:45,20      |          |
| 2    | 21 | Ivica Kostelić                 | Croazia              | 1:54,17         | 51,37           | 2:45,54      | +0,34    |
| 3    | 10 | Christof Innerhofer            | Italia               | 1:54,30         | 51,37           | 2:45,67      | +0,47    |
| 4    | 9  | Kjetil Jansrud                 | Norvegia             | 1:53,24         | 53,02           | 2:46,26      | +1,06    |
| 5    | 2  | Adam Žampa                     | Slovacchia           | 1:56,23         | 50,11           | 2:46,34      | +1,14    |
| 6    | 24 | Bode Miller                    | Stati Uniti          | 1:54,67         | 51,93           | 2:46,60      | +1,40    |
| 7    | 4  | Ondřej Bank                    | Rep. Ceca            | 1:53,38         | 53,46           | 2:46,84      | +1,64    |
| 8    | 16 | Carlo Janka                    | Svizzera             | 1:54,42         | 52,46           | 2:46,88      | +1,68    |
| 8    | 12 | Aksel Lund Svindal             | Norvegia             | 1:53,94         | 52,94           | 2:46,88      | +1,68    |
| 10   | 18 | Natko Zrnčić-Dim               | Croazia              | 1:55,26         | 51,80           | 2:47,06      | +1,86    |
| 11   | 28 | Jared Goldberg                 | Stati Uniti          | 1:54,90         | 52,39           | 2:47,29      | +2,09    |
| 12   | 22 | Ted Ligety                     | Stati Uniti          | 1:55,17         | 52,22           | 2:47,39      | +2,19    |
| 13   | 14 | Matthias Mayer                 | Austria              | 1:53,61         | 53,85           | 2:47,46      | +2,26    |
| 14   | 13 | Romed Baumann                  | Austria              | 1:55,36         | 52,23           | 2:47,59      | +2,39    |
| 15   | 8  | Beat Feuz                      | Svizzera             | 1:54,46         | 53,29           | 2:47,75      | +2,55    |
| 16   | 6  | Martin Vráblík                 | Rep. Ceca            | 1:56,36         | 51,56           | 2:47,92      | +2,72    |
| 17   | 26 | Adrien Théaux                  | Francia              | 1:55,00         | 53,66           | 2:48,66      | +3,46    |
| 18   | 25 | Dominik Paris                  | Italia               | 1:54,46         | 54,99           | 2:49,45      | +4,25    |
| 19   | 30 | Kryštof Krýzl                  | Rep. Ceca            | 1:56,68         | 53,21           | 2:49,89      | +4,69    |
| 20   | 27 | Morgan Pridy                   | Canada               | 1:56,21         | 53,82           | 2:50,03      | +4,83    |
| 21   | 40 | Otmar Striedinger              | Austria              | 1:55,48         | 54,98           | 2:50,46      | +5,26    |
| 22   | 37 | Paul de la Cuesta              | Spagna               | 1:56,22         | 55,84           | 2:52,06      | +6,86    |
| 23   | 39 | Nikola Čongarov                | Bulgaria             | 1:58,68         | 53,73           | 2:52,41      | +7,21    |
| 24   | 32 | Pavel Trichičev                | Russia               | 1:56,65         | 56,64           | 2:53,29      | +8,09    |
| 25   | 34 | Ferran Terra                   | Spagna               | 1:57,23         | 56,31           | 2:53,54      | +8,34    |
| 26   | 42 | Igor' Zakurdaev                | Kazakistan           | 1:57,62         | 57,02           | 2:54,64      | +9,44    |
| 27   | 44 | Igor Laikert                   | Bosnia ed Erzegovina | 1:59,76         | 55,94           | 2:55,70      | +10,50   |
| 28   | 33 | Olivier Jenot                  | Monaco               | 1:59,81         | 56,01           | 2:55,82      | +10,62   |
| 29   | 31 | Cristian Javier Simari Birkner | Argentina            | 1:59,63         | 56,46           | 2:56,09      | +10,89   |
| 30   | 3  | Aleksandr Chorošilov           | Russia               | 1:56,03         | 1:02,43         | 2:58,46      | +13,26   |
| 31   | 46 | Marc Oliveras                  | Andorra              | 1:57,08         | 1:01,46         | 2:58,54      | +13,34   |
| 32   | 47 | Henrik von Appen               | Cile                 | 1:58,49         | 1:00,42         | 2:58,91      | +13,71   |
| 33   | 36 | Martin Chuber                  | Kazakistan           | 1:59,42         | 1:00,44         | 2:59,86      | +14,66   |
| 34   | 49 | Christoffer Faarup             | Danimarca            | 1:57,96         | 1:10,36         | 3:08,32      | +23,12   |
|      | 29 | Klemen Kosi                    | Slovenia             | 1:56,41         | DSQ             | DSQ          | DSQ      |
|      | 1  | Aleksander Aamodt Kilde        | Norvegia             | 1:53,85         | DNF             | DNF          | DNF      |
|      | 5  | Max Franz                      | Austria              | 1:53,93         | DNF             | DNF          | DNF      |
|      | 7  | Maciej Bydliński               | Polonia              | 1:57,36         | DNF             | DNF          | DNF      |
|      | 11 | Mauro Caviezel                 | Svizzera             | 1:54,75         | DNF             | DNF          | DNF      |
|      | 15 | Peter Fill                     | Italia               | 1:54,98         | DNF             | DNF          | DNF      |
|      | 17 | Alexis Pinturault              | Francia              | 1:55,68         | DNF             | DNF          | DNF      |
|      | 19 | Thomas Mermillod Blondin       | Francia              | 1:56,23         | DNF             | DNF          | DNF      |
|      | 23 | Andrew Weibrecht               | Stati Uniti          | 1:55,33         | DNF             | DNF          | DNF      |
|      | 38 | Jorge Birkner Ketelhohn        | Argentina            | 2:01,05         | DNF             | DNF          | DNF      |
|      | 43 | Georgi Georgiev                | Bulgaria             | 1:57,69         | DNF             | DNF          | DNF      |
|      | 45 | Arnaud Alessandria             | Monaco               | 1:57,59         | DNF             | DNF          | DNF      |
|      | 35 | Matej Falat                    | Slovacchia           | DNF             | DNF             | DNF          | DNF      |
|      | 41 | Jury Danilačkin                | Bielorussia          | DNF             | DNF             | DNF          | DNF      |
|      | 48 | Martin Bendík                  | Slovacchia           | DNF             | DNF             | DNF          | DNF      |
|      | 50 | Ioan Valeriu Achiriloaie       | Romania              | DNF             | DNF             | DNF          | DNF      |

Legenda:

DNF = prova non completata

DSQ = squalificato

Data: venerdì 14 febbraio 2014

1ª manche:

Ore: 10.00 (UTC+3)

Pista: Roza Chutor

Partenza: 1 947 m s.l.m.

Arrivo: 970 m s.l.m.

Lunghezza: 3 219 m

Dislivello: 977 m

Tracciatore: Helmuth Schmalzl (FIS)

2ª manche:

Ore: 15.30 (UTC+3)

Pista: Roza Chutor

Partenza: 1 160 m s.l.m.

Arrivo: 960 m s.l.m.

Dislivello: 200 m

Tracciatore: Ante Kostelić (Croazia)